# La Madeleine-Villefrouin
La Madeleine-Villefrouin är en kommun i departementet Loir-et-Cher i regionen Centre-Val de Loire i de centrala delarna av Frankrike. Kommunen ligger i kantonen Marchenoir som tillhör arrondissementet Blois. År 2022 hade La Madeleine-Villefrouin 32 invånare.

## Befolkningsutveckling
Antalet invånare i kommunen La Madeleine-Villefrouin
| Referens: INSEE |